# Flogny-la-Chapelle
Flogny-la-Chapelle è un comune francese di 1 050 abitanti situato nel dipartimento della Yonne nella regione della Borgogna-Franca Contea.

## Società

### Evoluzione demografica
Abitanti censiti